# تشيزيناتيكو
تشيزيناتيكو (بالإيطالية: Cesenatico)‏ هي بلدية في مقاطعة فورلي تشيزينا في إقليم إميليا رومانيا الإيطالي.

## السكان
في سنة 1861 بلغ عدد السكان 5٬593 نسمة، وتطور العدد ليصل في سنة 2011 لـ 25٬412 نسمة.
يظهر هذا المخطط البياني تطور النمو السكاني لـ تشيزيناتيكو

## توأمة
لتشيزيناتيكو اتفاقيات توأمة مع كل من:
- ساير
- أوبيناس
- دلفزايل
- شفارتسينبك
- زيلزاته

## أعلام
- مارينو موريتي
- ماثيا غرافيدي
- لوتشيانو ماركيتي
- جيورجيو غيزي